# Луматеперон
Луматеперон (торгова назва Каплита, розробницькі коди ITI-007 та ITI-722) — атиповий антипсихотичний лікарський засіб із групи похідних бутирофенону. Розроблений компанією Intra-Cellular Therapies та ліцензований Bristol-Myers Squibb. Застосовуюється для лікування шизофренії; вивчається можливість застосування для лікування депресії при біполярному розладі та неврологічних патологій.
Найчастішими побічними ефектами є сонливість та відчуття сухості в ротовій порожнині.